# Елеонас
Елеонас (грец. Ελαιώνας — оливкова роща) — район Афін, розташований у західній частині міста, неподалік від перетину проспекту Кіфіссіас та Ієрос Одос.
Елеонас — суто промисловий район, один з найбідніших в Афінах. В останні роки певне пожвавлення пов'язане із діяльністю гольф-клубу товариства Панатінаїкос. Район обслуговує станція Афінського метрополітену «Елеонас».